# セブン・イヤーズ・イン・チベット
『セブン・イヤーズ・イン・チベット』（Seven Years in Tibet）は、1997年のアメリカ映画。ジャン＝ジャック・アノー監督作品。
アイガー初登頂で知られるオーストリアの登山家ハインリヒ・ハラーの自伝の映画化。彼がチベットで過ごした7年間、彼と若きダライ・ラマ14世との交流を描く。

## ストーリー
1939年秋、オーストリア人の登山家ハインリヒ・ハラーは、独善的な性格ゆえに身重の妻が止めるのも聞かず、自国を占領しているドイツの登山隊に加わってヒマラヤ山脈への登山に向かった。時悪くイギリスが第二次世界大戦に参戦し、イギリス領のインドで捕虜となるハインリヒとドイツ隊。何度も収容所からの脱獄を試みながら、祖国に手紙を送るハインリヒ。だが、妻からの返信は離婚届と、生まれた息子を連れて再婚するという内容だった。
1942年に収容所を脱走し、ドイツ人のペーター・アウフシュタイナーと共にチベットへと行き着くハインリヒ。チベットの首都ラサに落ち着いたハインリヒは、少年君主で好奇心旺盛なダライ・ラマ14世と出会い、親しく交流する間柄となった。素朴なチベットの人々やダライ・ラマとの生活で、協調性を身につけて行くハインリヒ。
1950年、毛沢東率る中国共産党の人民解放軍がチベットに侵攻した。チベットは外国の主権を認めなかったが、中国軍の圧倒的な軍事力には為す術もなかった。帰国を決意し、ダライ・ラマにも亡命を勧めるハインリヒ。だが、14歳の少年君主は国民を見捨てなかった。現地女性と結婚したペーターに別れを告げたハインリヒは、7年を過ごしたチベットを後にした。すでに12歳になっていた息子とも、ハインリヒはやがて親しい関係を築くのだった。

## キャスト
| 役名                         | 俳優                               | 日本語吹替 | 日本語吹替   | 日本語吹替 |
| 役名                         | 俳優                               | ソフト版   | フジテレビ版 | 機内上映版 |
| ---------------------------- | ---------------------------------- | ---------- | ------------ | ---------- |
| ハインリヒ・ハラー           | ブラッド・ピット                   | 山寺宏一   | 堀内賢雄     | 平田広明   |
| ペーター・アウフシュナイター | デヴィッド・シューリス             | 小川真司   | 大塚明夫     | 大塚明夫   |
| ンガプー・ンガワン・ジクメ   | B・D・ウォン                       | 堀内賢雄   | 大塚芳忠     | 千葉一伸   |
| クンゴ・ツァロン             | マコ岩松                           | 小山武宏   | 緒方賢一     | 西村知道   |
| 摂政                         | ダニー・デンゾンパ                 | 斎藤志郎   | 屋良有作     | 池田勝     |
| 中国の代表                   | ヴィクター・ウォン                 | 藤本譲     | 宝亀克寿     | 藤本譲     |
| イングリッド・ハラー         | インゲボルガ・ダクネイト           | 川村万梨阿 | 鈴鹿千春     |            |
| ダライ・ラマ14世             | ジャムヤン・ジャムツォ・ワンチュク | 岡野浩介   | 佐々木優子   | 岡野浩介   |
| ペマ・ラキ                   | ラクパ・ツァムチョエ               | 佐々木優子 | さとうあい   | 田中敦子   |
| ダライ・ラマの母             | ジェツン・ペマ                     | 磯辺万沙子 | 達依久子     | 沢田敏子   |
| 張経武                       | リック・ヤン                       |            |              |            |

- ソフト版 - VHS・DVD・BD収録。U-NEXTで配信
- フジテレビ版 - 初回放送2000年6月10日『ゴールデン洋画劇場』
- 機内上映版 - Netflixで配信

## スタッフ
- 監督 - ジャン＝ジャック・アノー
- 音楽 - ジョン・ウィリアムズ
- 演奏 - ヨーヨー・マ
- 脚本 - ベッキー・ジョンストン
- 撮影 - ロバート・フレイズ

## 原作
原作は、ハインリヒ・ハラー自身による1952年の著書 Sieben Jahre in Tibet. Mein Leben am Hofe des Dalai Lama で、日本語訳は1955年（昭和30年）に『チベットの七年』（近藤等 訳、新潮社）、1981年（昭和56年）に『チベットの七年 ダライ・ラマの宮廷に仕えて』（福田宏年 訳、白水社）がある。映画の公開に合わせて福田宏年訳が、1997年（平成9年）10月に白水社から新装復刊され、同年11月には『セブン・イヤーズ・イン・チベット チベットの七年』に改題され角川文庫から刊行された。
なお、映画化の際には脚色が加えられている。

## 映画に対する中国の反応など
『セブン・イヤーズ・イン・チベット』の公開後、中華人民共和国政府は、映画の中で中国人民解放軍の士官が意図的に無礼で傲慢な人物として描かれている、また中国人民解放軍兵士がチベット人に対し虐殺したかのような演出がされたとして強く非難した。このため『セブン・イヤーズ・イン・チベット』は中国で上映禁止となった（言論統制）。また、映画の監督および主演者のブラッド・ピット及びデヴィッド・シューリスは中華人民共和国支配地域への立ち入りを無期限で禁止されたが、ブラッド・ピットは2016年11月に出演作の宣伝のため中国を訪問している。
中国に入国できなかったため、映画の大半はアルゼンチンで撮影された。しかし映画の公開から2年後、監督ジャン＝ジャック・アノーは2名のクルーが中国支配下のチベットに潜入し、一部の映像を撮影していたことを明らかにした。中国政府の強い反応にもかかわらず、ジャン＝ジャック・アノーは映画に20分ほどのチベットで撮影された映像を加えていた。また、一部の映像はチベット近隣のネパールで撮影された。
なお、1997年は香港返還の年であり、ダライ・ラマ14世の伝記映画『クンドゥン』も1997年の映画である。

## エピソード
- ハインリヒ・ハラーは、ナチ党員（党員番号：6307081）、ナチス親衛隊（所属：38部隊、隊員番号：73896、最終階級：曹長）でもあり、ドイツによるオーストリア併合も支持しており、ヒトラーとも親交があったが、軽微なので不問にされている。ただし、以上の経歴がサイモン・ヴィーゼンタールによって暴露され、映画上映の際には、ユダヤ系団体から映画の内容に対する批判、上映ボイコット騒動があった。
- ダライ・ラマの母親役は、ダライ・ラマ14世の実妹ジェツン・ペマが演じている。

## 関連事項
- ダライ・ラマ14世
- チベット
- 歴史映画
- チベット動乱
- 2008年のチベット動乱

## 参照
1. ↑  『キネマ旬報ベスト・テン85回全史 1924-2011』（キネマ旬報社、2012年）576頁
2. ↑  en:Seven Years in Tibet (1997 film)#Comparisons between the film and the book
3. ↑  “中国当局の“封殺”やっと解けた？ブラッド・ピットが最新作PR”. Record China